# Amir Kumar
Amir Chand Kumar (* 10. August 1923 in Lahore; † 25. Januar 1980) war ein indischer Hockeyspieler. Er erhielt mit der indischen Nationalmannschaft die Goldmedaille bei den Olympischen Spielen 1948 in London und 1956 in Melbourne. 

## Karriere
Die indische Mannschaft gewann bei den Olympischen Spielen 1948 ihre drei Vorrundenbegegnungen und bezwang im Halbfinale die niederländische Mannschaft mit 2:1. Im Finale gegen die Briten siegten die Inder mit 4:0.
Acht Jahre nach seinem ersten Olympiasieg nahm Amir Kumar 1956 in Melbourne erneut an Olympischen Spielen teil. Die Inder gewannen ihre Vorrundengruppe mit drei Siegen und 36:0 Toren, wobei Amir Kumar als Mittelläufer kein Tor erzielte. Im Halbfinale besiegten die Inder die deutsche Mannschaft mit 1:0 und das Finale gegen die Mannschaft Pakistans entschieden die Inder ebenfalls mit 1:0 für sich.